# أيسي مايغا
أيسي مايغا (بالفرنسية: Aïssa Maïga) (و. 1975 – م) هي ممثلة، وممثلة هزلية، ومنتجة أفلام من فرنسا. ولدت في داكار.

## الأعمال
- عيناه تشبهك (فيلم)

## روابط خارجية
- أيسي مايغا على موقع IMDb (الإنجليزية)
- أيسي مايغا على موقع قاعدة بيانات الأفلام العربية
- أيسي مايغا على موقع ألو سيني (الفرنسية)
- أيسي مايغا على موقع أول موفي (الإنجليزية)
- أيسي مايغا على موقع قاعدة بيانات الأفلام السويدية (السويدية)
- أيسي مايغا على موقع قاعدة بيانات الفيلم (الإنجليزية)
- أيسي مايغا على موقع كينوبويسك (الروسية)